# 小野恵令奈
小野 恵令奈（おの えれな、1993年〈平成5年〉11月26日 - ）は、日本の元女優、元歌手。女性アイドルグループ・AKB48の元メンバー。東京都江戸川区出身。元レプロエンタテインメント所属。レーベルはワーナーミュージック・ジャパン。愛称はえれぴょん。

## 来歴
2006年
- 2月26日、『第二期AKB48追加メンバーオーディション』に合格。たまたまテレビ番組で観たAKB48に憧れ、オーディションを受けようと決意した[2]。
- 4月1日、AKB48劇場でのチームK初日公演において、公演デビュー。

2007年
- 4月、映画『あしたの私のつくり方』で女優としてデビュー。
- 7月、前田敦子・大島優子とともにoffice48から太田プロダクションに移籍。

2009年
- 6月、AKB48の12thシングル「涙サプライズ!」のカップリングに自身のソロ楽曲「FIRST LOVE」が収録された。シングルにソロ楽曲が収録されたのはAKB48史上初である。
- 6月から7月にかけて実施された『AKB48 13thシングル選抜総選挙「神様に誓ってガチです」』では11位で、メディア選抜入りを果たした。

2010年
- 5月から6月にかけて実施された『AKB48 17thシングル選抜総選挙「母さんに誓って、ガチです」』では15位で、シングル選抜入りを果たした。
- 6月、映画『さんかく』で初ヒロイン役を演じた。
- 7月11日に代々木第一体育館で開催された『AKB48 コンサート「サプライズはありません」』の千秋楽で、同年9月21日開催の『AKB48 19thシングル選抜じゃんけん大会』には参加しないと表明[6]。さらに、同年夏をもってAKB48を卒業することを発表した。
- 9月27日のチームK公演をもって、AKB48を卒業した。正規メンバーの卒業は新チーム体制に移行してからは初となる。
- 9月28日付けで、活動を休止し所属事務所の公式プロフィールが削除された。卒業後は日本国外へ留学する予定で、その期間は芸能活動を停止するが、女優業を勉強し将来的な芸能活動の再開も考えていると表明していた[7]。
- 10月12日付けで、本人のブログ『キラキラぴょん吉成長日記』からの内容には「海外に旅立つ」旨の報告があった。
- 11月4日付けで、所属事務所との契約が終了[8]、本人のブログ『キラキラぴょん吉成長日記』も閉鎖された。

2011年
- 7月27日付で『KIRA★KIRA 小野恵令奈official blogブログ』と題したブログを新たに開設した。
- 新たな公式ブログを作成するためとの報告を最後に、10月3日付けで『KIRA★KIRA 小野恵令奈official blogブログ』を閉鎖した。
- 10月30日、同日付でレプロエンタテインメントに所属したことを発表。また、同日開催の同じ事務所所属の9nineのファンミーティングにサプライズゲストとして出演した[9]。

2012年
- 6月13日にワーナーミュージック・ジャパンから1stシングル「えれぴょん」でソロデビューし、AKB48卒業後1年9か月ぶりに歌手として復帰した[10][11]。
- 10月3日に2ndシングル「えれにゃん」発売。
- 12月26日に3rdシングル「say!!いっぱい」発売。
- 12月30日、第54回 日本レコード大賞 新人賞を受賞[3]。

2013年
- 3月6日、4thシングル「君があの日笑っていた意味を。」を発売。
- 4月、MBS・TBS系連続ドラマ『タンクトップファイター』で連続ドラマ初主演。
- 5月29日に5thシングル「ファイティング☆ヒーロー」発売。
- 6月19日に1stアルバム「ERENA」発売。

2014年
- 7月3日付けの本人のブログで、芸能界から引退する旨を発表。「突然のご報告となり、ご迷惑とご心配をおかけすることになってしまいごめんなさい」としたうえで、引退の理由を「新たな夢や目標が出来て今回の様な決断をさせて頂きました」と表明した[12]。
- 7月15日付けで、レプロエンタテインメントとの契約を終了すると同時に引退[4][5]。本人のブログ、およびTwitterのアカウントが削除された。

## 人物
- 落語が好きで、しばしば家族で浅草へ寄席を見に行っていた[13]。写真撮影が趣味の一つであり、カメラはオリンパス ペン E-P2を使用している。

### AKB48
- キャッチフレーズは「今日も、明日も、明後日もキラキラパワー全開」。
- AKB48在籍時代の後期には、大島優子と並び「チームKのエースメンバー」、あるいは「次世代エース候補」と紹介される時期もあった[14][15]。
- 増山加弥乃、藤江れいな、宮崎美穂、渡辺麻友、石田晴香[16]などと仲が良い。
- ファンを大切にしている。ワニブックス刊『48現象 極限アイドルプロジェクトAKB48の真実』でのインタビューで「あなたのお父さん以上の年齢の人が『えれぴょぉぉ〜ん』とか来るわけでしょう? ぶっちゃけキモくない?」という質問に対し腹を立て、「学校の友達と同じ事を言うんですね……。自分を応援してくれてる人をそんなふうに言われるのって、ほんとガマンできないんですよ」「ファンの人がいなかったら今絶対ここにいない」「お客さんの応援があるとツラくても笑顔になれるし、ヤル気が出てくるんです」と答えた[17][18]。

## AKB48在籍時の参加楽曲

### シングル選抜楽曲
- 会いたかった
- 制服が邪魔をする
  - Virgin love - 「チームK」名義
- 軽蔑していた愛情
- BINGO!
  - 未来の果実
- 僕の太陽
- 夕陽を見ているか?
  - ビバ! ハリケーン - 「ひまわり組」名義
  - 夕陽を見ているか?（ひまわり2.1Mix）
- ロマンス、イラネ
  - 愛の毛布 - 「ひまわり組」名義
  - ロマンス、イラネ（ひまわり 2nd 2.1Mix）
- 桜の花びらたち2008
  - 最後の制服
- Baby! Baby! Baby!
  - 夢を死なせるわけにいかない
- 大声ダイヤモンド
  - 大声ダイヤモンド（team K ver.）
- 10年桜
  - 桜色の空の下で
- 涙サプライズ!
  - FIRST LOVE - 「小野恵令奈」名義
- 言い訳Maybe
- RIVER
- 桜の栞
  - マジスカロックンロール
- ポニーテールとシュシュ
  - マジジョテッペンブルース
- ヘビーローテーション
  - 野菜シスターズ - 「野菜シスターズ」名義

AKBアイドリング!!!名義
- チューしようぜ!
  - モテ期のうた - 「AKB48」名義

### アルバム選抜楽曲
- 『神曲たち』に収録
  - Baby! Baby! Baby! Baby!
  - 自分らしさ
  - 君と虹と太陽と
- 『SET LIST〜グレイテストソングス〜完全盤』に収録
  - Seventeen
  - あなたがいてくれたから

### 劇場公演ユニット曲
チームK 1st Stage「PARTYが始まるよ」
- クラスメイト

 チームA 2nd Stage「会いたかった」（2006年5月7日など）
- 渚のCHERRY
※平嶋夏海・前田敦子の代理

 チームK 2nd Stage「青春ガールズ」
- 雨の動物園
- 禁じられた2人（河西智美のアンダー）

 チームK 3rd Stage「脳内パラダイス」
- ほねほねワルツ

 ひまわり組 1st Stage「僕の太陽」
- アイドルなんて呼ばないで

 ひまわり組 2nd Stage「夢を死なせるわけにいかない」
- となりのバナナ

 チームK 4th Stage「最終ベルが鳴る」
- 初恋泥棒

 チームK 5th Stage「逆上がり」
- わがままな流れ星

 THEATRE G-ROSSO 「夢を死なせるわけにいかない」公演
- となりのバナナ
※ 宮崎美穂・多田愛佳・林彩乃のスタンバイ

 チームK 6th Stage「RESET」（途中降板）
- 制服レジスタンス

## 作品

### シングル
|                                | リリース日                     | タイトル                       | 最高位                         | 販売形態                       | レコードNo:                                                         | 形態                                                      | 備考                                                                                            |
| ワーナーミュージック・ジャパン | ワーナーミュージック・ジャパン | ワーナーミュージック・ジャパン | ワーナーミュージック・ジャパン | ワーナーミュージック・ジャパン | ワーナーミュージック・ジャパン                                      | ワーナーミュージック・ジャパン                            | ワーナーミュージック・ジャパン                                                                  |
| ------------------------------ | ------------------------------ | ------------------------------ | ------------------------------ | ------------------------------ | ------------------------------------------------------------------- | --------------------------------------------------------- | ----------------------------------------------------------------------------------------------- |
| 1                              | 2012年6月13日                  | えれぴょん                     | 3位                            | CD+DVD CD                      | WPZL-30384・5 WPZL-30386・7 WPZL-30388・9 WPZL-30394・5 WPCL-11097  | 初回限定盤A 初回限定盤B 初回限定盤C ローソン限定盤 通常盤 | えれぴょん顔アップ盤 えれぴょん水着盤 えれぴょんから、女子推薦盤 とにかくかわいい、えれぴょん盤 |
| 2                              | 2012年10月3日                  | えれにゃん                     | 3位                            | CD+DVD CD                      | WPZL-30452・3 WPZL-30454・5 WPZL-30456・7 WPZL-30458・59 WPCL-11222 | 初回限定盤A 初回限定盤B 初回限定盤C 初回限定盤D 通常盤    | 表えれ盤 裏えれ盤 ともだちになりたい盤 彼女になりたい盤                                         |
| 3                              | 2012年12月26日                 | Say!!いっぱい                  | 9位                            | CD+DVD CD                      | WPZL-30468/9 WPCL-11346 WPCL-11347 WPCL-11253                       | 初回限定盤A 初回限定盤B 初回限定盤C 通常盤                | 表えれ盤 裏えれ盤 ともだちになりたい盤                                                          |
| 4                              | 2013年3月6日                   | 君があの日笑っていた意味を。   | 15位                           | CD+DVD CD                      | WPZL-30565/6 WPCL-30567/8 WPCL-30585/6 WPCL-11373                   | 初回限定盤A 初回限定盤B 初回限定盤C 通常盤                | 表えれ盤 裏えれ盤 ともだちになりたい盤                                                          |
| 5                              | 2013年5月29日                  | ファイティング☆ヒーロー        | 21位                           | CD+DVD CD                      | WPZL-30613/4 WPZL-30615/6 WPZL-30617/8 WPCL-11466                   | 初回限定盤A 初回限定盤B 初回限定盤C 通常盤                |                                                                                                 |

### アルバム
|                                | リリース日                     | タイトル                       | 最高位                         | 販売形態                       | レコードNo:                          | 形態                           | 備考                           |
| ワーナーミュージック・ジャパン | ワーナーミュージック・ジャパン | ワーナーミュージック・ジャパン | ワーナーミュージック・ジャパン | ワーナーミュージック・ジャパン | ワーナーミュージック・ジャパン       | ワーナーミュージック・ジャパン | ワーナーミュージック・ジャパン |
| ------------------------------ | ------------------------------ | ------------------------------ | ------------------------------ | ------------------------------ | ------------------------------------ | ------------------------------ | ------------------------------ |
| 1                              | 2013年6月19日                  | ERENA                          | 16位                           | CD+DVD 2CD CD                  | WPZL-30498/9 WPCL-11278/9 WPCL-11280 | 初回限定盤A 初回限定盤B 通常盤 |                                |

### ソロ楽曲
1. FIRST LOVE（作詞：秋元康、作曲：梅原晃、編曲：野中"まさ"雄一）

### 映像作品
- キラ☆キラ ONO ERENA TV（2009年4月24日、竹書房） - EAN 4985914412254。
- 卒業 〜AKB48・小野恵令奈 4年半の真実〜（2010年11月3日、ワニブックス） - EAN 4560253040643。

## タイアップ
| 楽曲                    | タイアップ                                                         | 収録作品                               | 備考 |
| ----------------------- | ------------------------------------------------------------------ | -------------------------------------- | ---- |
| FIRST LOVE              | ルイ・ヴィトン製作短編アニメ「SUPERFLAT FIRST LOVE」イメージソング | AKB48 12thシングル「涙サプライズ!」    |      |
| えれぴょん              | フジテレビ系ドラマ:『リーガル・ハイ』オープニングテーマ            | 1stシングル「えれぴょん」              |      |
| ファイティング☆ヒーロー | MBS・TBS系ドラマ:『タンクトップファイター』主題歌                  | 5thシングル「ファイティング☆ヒーロー」 |      |

## 出演

### 映画
- あしたの私のつくり方（2007年4月28日、日活） - 日南子のクラスメイト 役[要出典]
- 伝染歌（2007年8月25日、松竹） - 紗江 役
- ひぐらしのなく頃に（2008年5月10日、ファントム・フィルム） - 北条沙都子 役[19]
- ひぐらしのなく頃に誓（2009年4月18日、ファントム・フィルム） - 北条沙都子 役
- さんかく（2010年6月26日、日活） - 榎本[要出典]桃 役
- 白ゆき姫殺人事件（2014年3月29日、松竹） - 満島栄美 役[20]

### テレビドラマ
- キャットストリート 第1話（2008年8月28日、NHK総合・NHK BShi） - 雅美 役
- 土曜プレミアム 裁判員制度スペシャルドラマ「サマヨイザクラ」（2009年5月30日、フジテレビ） - 堂島未来 役[21]
- マジすか学園 第8話 - 最終話（2010年2月26日 - 3月26日、テレビ東京） - エレナ 役
- リーガル・ハイ 最終話（2012年6月26日、フジテレビ） - ウエイトレス 役[22]
- タンクトップファイター（2013年4月25日 - 6月20日、MBS） - 主演・西木果衣 役
- 隠蔽捜査 第6話（2014年2月17日、TBS） - 本人 役

### バラエティ・音楽番組
- からだであそぼ（2006年11月20日 - 2008年、NHK教育） - 板野友美、増山加弥乃、奥真奈美とともに「ほね組 from AKB48」として「ほねほねワルツ」を歌った[23]。

### CM
- トライ式高等学院「大阪城ホール篇」（2010年2月24日 - 10月）
- カゴメ『野菜一日これ一本』（2010年5月10日 - ） - 「野菜シスターズ」ビート 役

### ラジオ
- 小野恵令奈 ふぉん・で・りんく（2013年4月 - 2014年3月26日、文化放送）

### OVA
- ICE（2007年） - ユキ 役

### ネット配信
- えれなびげーしょんっ!（2012年2月19日 - 、ニコニコ生放送） - 冠番組。
- ボカロ 歌ってみたスタジオ（2012年2月26日 - 5月13日、ニコニコ生放送） - レギュラー。

### ドラマCD
- じょしらく（2010年） - 「饅頭KY」波浪浮亭木胡桃 役

## 書籍

### 写真集
- B.L.T.U-17 Vol.7 Sizzleful girl 2008 Summer（2008年8月7日、東京ニュース通信社）ISBN 978-4-86336-017-4
- 恵令奈〜14歳の夏〜（2008年10月10日、ワニブックス）ISBN 978-4-8470-4134-1
- キラ☆キラ（2009年4月24日、竹書房）ISBN 978-4-8124-3815-2
- B.L.T.U-17 Vol.10 Sizzleful girl 2009 Summer（2009年5月8日、東京ニュース通信社）ISBN 978-4-86336-053-2
- えれぴょん（2010年11月3日、ワニブックス）ISBN 978-4-8470-4329-1
- 小野恵令奈写真集「ツンエレ! 〜帰ってきたえれぴょん(18)〜」（2012年5月20日、幻冬舎）ISBN 978-4-344-02172-3

### 雑誌連載
- コンプティーク（2007年11月号 - 、角川書店） - コラム『小野恵令奈の「えれぴょんの何を書けばいいんですか?」』を連載

### 文庫
- 風立ちぬ（堀辰雄、2009年6月5日、ぶんか社） - 表紙・グラビア。

### カレンダー
- 小野恵令奈 2009年カレンダー（2008年10月11日、ハゴロモ）
- 小野恵令奈 2010年カレンダー（2009年10月28日、ハゴロモ）

## 受賞
- 2012年 第54回日本レコード大賞 新人賞